# Paradoxurus philippinensis
Paradoxurus philippinensis — вид хижих віверових ссавців із південно-східної Азії.

## Таксономія
Відділено від P. hermaphroditus.

## Опис
Вид дуже схожий на P. hermaphroditus, але в цілому темніший, часто майже чорнуватий. Малюнок хутра, що складається з плям і смужок, у цього виду слабо виражений. Невеликі білі плями з боків носа, характерні для інших видів мусангів, відсутні. Крім того, Paradoxurus philippinensis можна відрізнити від інших видів Paradoxurus за морфологією зубів. Четвертий премоляр (P4) у P. philippinensis невеликий, трикутної форми, з добре розвиненими переднім і заднім пояском (гребінь біля основи зуба) і додатковими бугорками. Крім того, P. philippinensis має зменшений другий моляр (M2)..
Paradoxurus philippinensis lignicolor — підвид, що мешкає на островах Ментаваї, коричневого кольору, без смуг і без плям. Цитохром b цього підвиду на 3,6% відрізняється від цитохрому номінальної форми (Paradoxurus philippinensis philippinensis).

## Середовище проживання
Індонезія, Малайзія, Бруней, Філіппіни.